# Belchite
Belchite (aragónul Belchit) egy község Spanyolországban,  Zaragoza tartományban. Zaragozától kb. 40 km-re DK-re fekszik. Belchite Almochuel, Almonacid de la Cuba, Lécera, Puebla de Albortón, Mediana de Aragón, Fuentes de Ebro, Quinto, Azaila, Vinaceite, Híjar, Codo, Velilla de Ebro és La Zaida községekkel határos. Lakosainak száma 1509 fő (2024).
1937-ben a spanyol polgárháború idején itt ütköztek meg Franco tábornok katonái és a köztársaságiak. A belchitei csata során a település elpusztult, később pedig Franco, ahelyett, hogy újjáépítette volna, a régi romok mellett egy új település építését határozta el. Így a régi településrész (ma Belchite Viejo néven ismert) szellemvárosként maradt fenn, az új részt pedig Belchite Nuevónak nevezik. Az elhagyatott terület filmek kedvelt forgatási helyszíne (például: A faun labirintusa). Nevezetes épületei többek között a Toursi Szent Márton-templom és az óratorony.

## Népesség
A település lakosságának változását az alábbi diagram mutatja:
| Lakosok száma | 1629 | 1572 | 1647 | 1671 | 1655 | 1589 | 1526 | 1505 | 1533 | 1509 |
|               | 2001 | 2004 | 2007 | 2009 | 2012 | 2014 | 2017 | 2019 | 2022 | 2024 |

## Képek

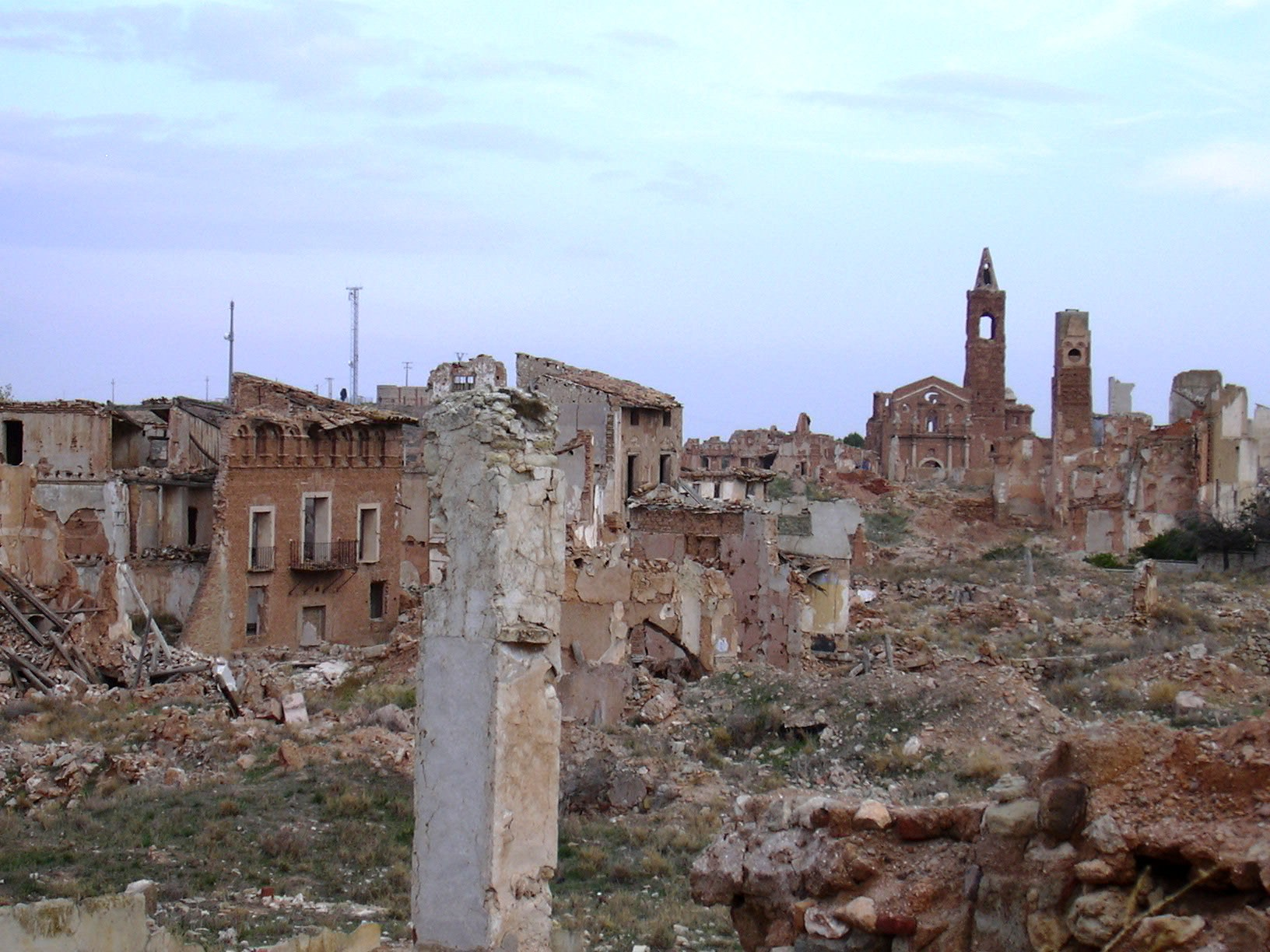
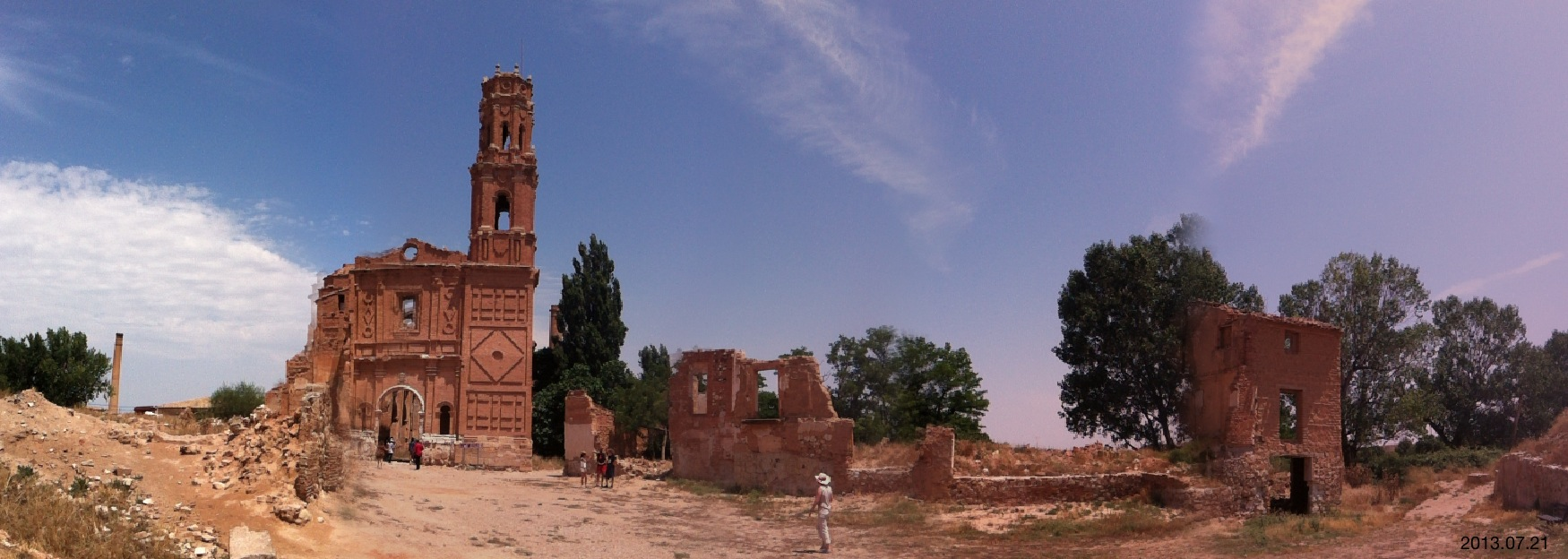
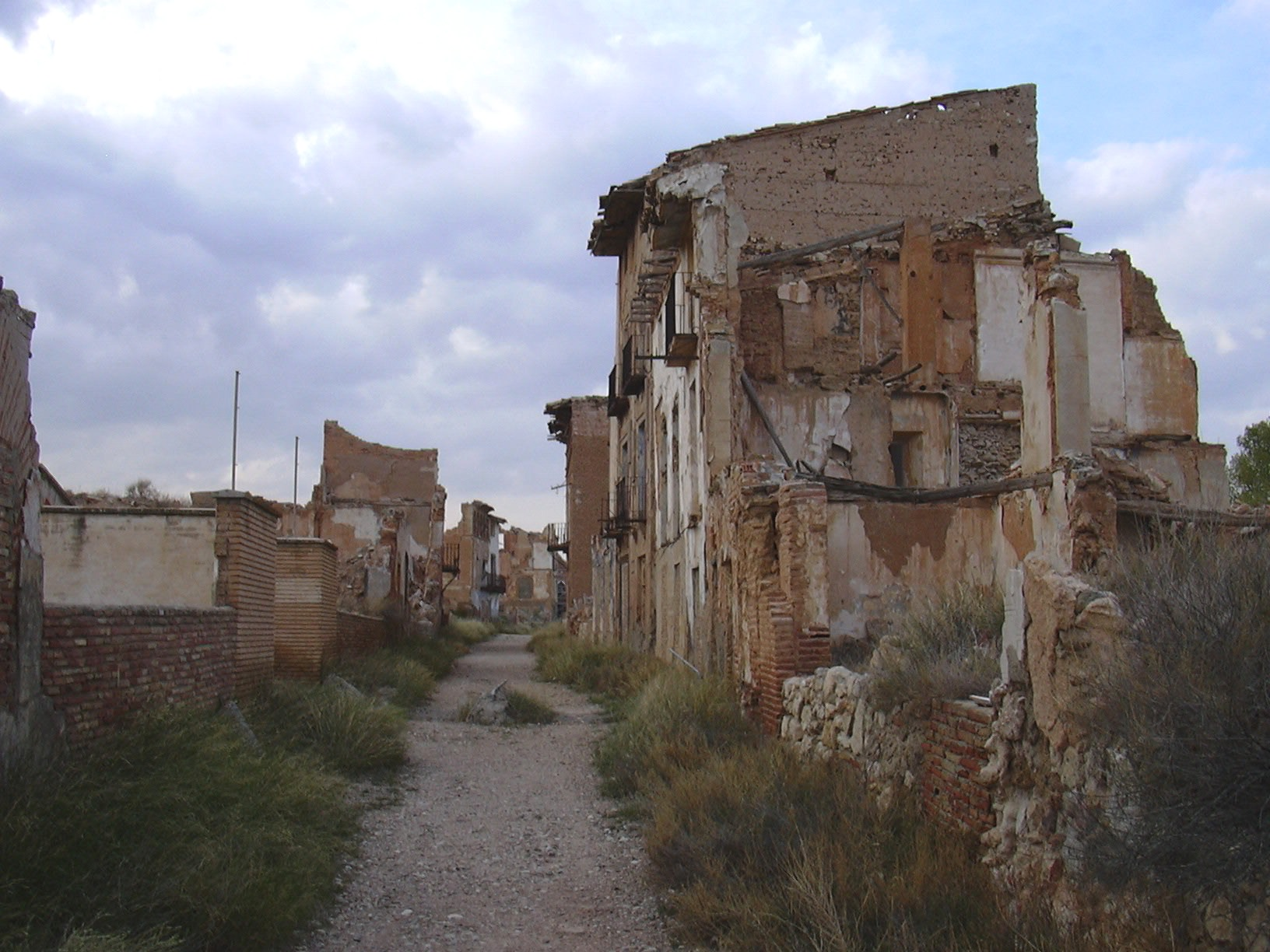
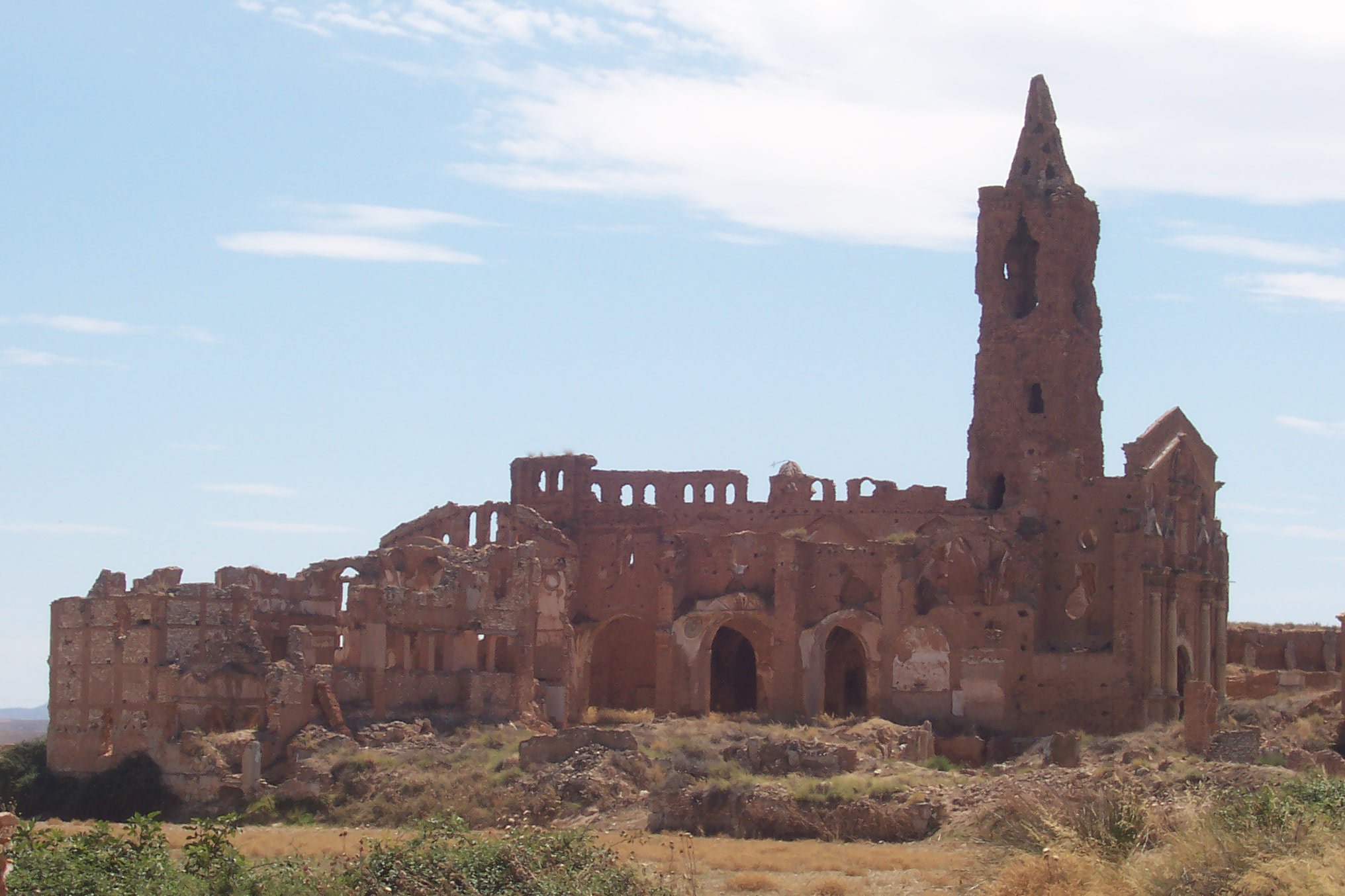